# Sara Roderick
Sara Roderick (Truro, 4 juni 1993) is een Amerikaans skeletonster.

## Carrière
Roderick deed in haar jeugd en op college aan atletiek (vijfkamp) en softbal, ze studeerde in 2015 af aan de University of Vermont met een bachelor in onderwijs. In 2020 haalde ze een master in sportpsychologie aan de University of Missouri-Colombia. Ze gaf een jaar les op een internationale school in Boedapest voordat ze assistent-coach werd van de SUNY Oneonta South waar ze in 2017 vertrok. In 2018 werd ze coach op Burlington High School. Ze begon in 2018 met skeleton en maakte haar debuut in de wereldbeker in het seizoen 2020/21 met een 33e plaats in de eindstand. In 2021 nam ze voor het eerst deel aan het wereldkampioenschap waar ze een 24e plaats behaalde.

## Resultaten

### Wereldkampioenschappen
| Jaar | Plaats    | Resultaat       |
| ---- | --------- | --------------- |
| 2021 | Altenberg | 24e Individueel |

### Wereldbeker
Eindklasseringen
| Seizoen   | Rang |
| --------- | ---- |
| 2020/2021 | 33e  |